# Yrjö Tähtelä
Yrjö Juhani Tähtelä, född 9 mars 1936 i Helsingfors, Finland, död 9 januari 2025 var en finsk regissör och skådespelare.

## Filmografi (urval)
- 1976 – Förtroende – Lenin och Finland
- 1970 –  Baltutlämningen
- 1968 – Miljonligan